# كريل باسيفيكي
كريل باسيفيكي (الاسم العلمي: Euphausia pacifica) هو نوع من المفصليات يتبع جنس الكريل من الفصيلة الكريلية.